# غوستافو ماتشادو
غوستافو ماتشادو هو فنان قتال مختلط برازيلي، ولد في 17 مايو 1975 في فيتوريا، البرازيل في البرازيل.

## وصلات خارجية
- غوستافو ماتشادو على موقع شيردوغ (الإنجليزية)